# Carmo do Rio Verde
Carmo do Rio Verde est une municipalité brésilienne de l'État de Goiás et la microrégion de Ceres.